# Hesperodiaptomus
Hesperodiaptomus é um género de crustáceo da família Diaptomidae.

## Espécies
Este género contém as seguintes espécies:
- Hesperodiaptomus arcticus (Marsh, 1920)
- Hesperodiaptomus augustaensis (Turner, 1910)
- Hesperodiaptomus breweri Wilson M.S., 1958
- Hesperodiaptomus caducus Light, 1938
- Hesperodiaptomus californiensis Scanlin & Reid, 1996
- Hesperodiaptomus eiseni (Lilljeborg in Guerne & Richard, 1889)
- Hesperodiaptomus franciscanus (Lilljeborg in Guerne & Richard, 1889)
- Hesperodiaptomus hirsutus Wilson M.S., 1953
- Hesperodiaptomus kenai Wilson M.S., 1953
- Hesperodiaptomus kiseri (Kincaid, 1953)
- Hesperodiaptomus morelensis Granados-Ramírez & Suárez-Morales, 2003
- Hesperodiaptomus nevadensis Light, 1938
- Hesperodiaptomus novemdecimus Wilson M.S., 1953
- Hesperodiaptomus schefferi Wilson M.S., 1953
- Hesperodiaptomus shoshone (Forbes S.A., 1893)
- Hesperodiaptomus victoriaensis (Reed, 1958)
- Hesperodiaptomus wardi (Pearse, 1905)
- Hesperodiaptomus wilsonae (Reed, 1958)